# زياد بوغطاس
زياد بوغطاس (مواليد 05 ديسمبر 1990) هو لاعب كرة قدم تونسي محترف، يلعب حاليًا كمدافع لصالح نادي النجم الرياضي الساحلي.

## روابط خارجية
- زياد بوغطاس على موقع قاعدة بيانات كرة القدم.إي يو (الإنجليزية)
- زياد بوغطاس على موقع ناشيونال فوتبول تيمز (الإنجليزية)
- زياد بوغطاس على موقع Soccerway.com (الإنجليزية)

- http://uk.soccerway.com/players/zied-boughattas/246093/